# Fortuna národní liga 2016/2017
Sezóna 2016/17 je 24. ročníkem 2. nejvyšší české fotbalové soutěže. Začala v pátek 5. srpna 2016 a skončila v neděli 28. května 2017.

## Změny týmů
Z loňského ročníku první ligy do této soutěže sestoupily týmy SK Sigma Olomouc a FC Baník Ostrava, naopak do 1. ligy postoupily MFK OKD Karviná a FC Hradec Králové. Do ČFL 2016/17 sestoupil tým FK Slavoj Vyšehrad a do MSFL 2016/17 sestoupil z donucení tým SK Sigma Olomouc „B“, kvůli sestupu A týmu z 1. ligy. Vítěz ČFL, SK Viktorie Jirny, o postup nežádal, tým na 2. místě, SK Zápy, nedostal licenci. Po roce se tak do soutěže vrátil tým na 3. místě ČFL, FK Viktoria Žižkov. Z MSFL postoupil vítězný tým 1. SK Prostějov a tým na 2. místě, MFK Vítkovice, který zaplnil 16. místo po rezervě Sigmy Olomouc.

## Lokalizace
- Praha – FK Viktoria Žižkov
- Středočeský kraj – FC Sellier & Bellot Vlašim
- Jihočeský kraj – SK Dynamo České Budějovice, FC MAS Táborsko
- Karlovarský kraj – FK Baník Sokolov
- Ústecký kraj – FK Ústí nad Labem, FK Varnsdorf
- Pardubický kraj – FK Pardubice
- Jihomoravský kraj – 1. SC Znojmo FK
- Olomoucký kraj – 1. SK Prostějov, SK Sigma Olomouc
- Moravskoslezský kraj – MFK Frýdek-Místek, FK Fotbal Třinec, SFC Opava, MFK Vítkovice, FC Baník Ostrava

## Kluby, stadiony a umístění
Poznámka: Tabulka uvádí kluby v abecedním pořadí.
Legenda:
|  | Změny oproti předchozímu ročníku. |
|  | Krajská města.                    |

| Klub                       | Stadion                               | Kapacita | Město/ obec      | Region               |
| -------------------------- | ------------------------------------- | -------- | ---------------- | -------------------- |
| 1. SC Znojmo FK            | Stadion v Husových sadech             | 2 599    | Znojmo           | Jihomoravský kraj    |
| 1. SK Prostějov            | Stadion Za Místním nádražím           | 3 500    | Prostějov        | Olomoucký kraj       |
| FC Baník Ostrava           | Městský stadion v Ostravě-Vítkovicích | 15 000   | Ostrava          | Moravskoslezský kraj |
| FC MAS Táborsko            | Sportovní areál Soukeník              | 1 550    | Sezimovo Ústí    | Jihočeský kraj       |
| FC Sellier & Bellot Vlašim | Stadion v Kollárově ulici             | 1 200    | Vlašim           | Středočeský kraj     |
| FK Baník Sokolov           | Stadion FK Baník Sokolov              | 5 000    | Sokolov          | Karlovarský kraj     |
| FK Fotbal Třinec           | Stadion Rudolfa Labaje                | 2 200    | Třinec           | Moravskoslezský kraj |
| FK Pardubice               | Stadion Pod Vinicí                    | 3 000    | Pardubice        | Pardubický kraj      |
| FK Ústí nad Labem          | Městský stadion                       | 4 000    | Ústí nad Labem   | Ústecký kraj         |
| FK Varnsdorf               | Městský stadion v Kotlině             | 5 000    | Varnsdorf        | Ústecký kraj         |
| FK Viktoria Žižkov         | Stadion FK Viktoria Žižkov            | 5 600    | Praha            | Praha                |
| MFK Frýdek-Místek          | Stadion Stovky                        | 12 400   | Frýdek-Místek    | Moravskoslezský kraj |
| MFK Vítkovice              | Městský stadion v Ostravě-Vítkovicích | 15 000   | Ostrava          | Moravskoslezský kraj |
| SFC Opava                  | Městský stadion Opava                 | 7 758    | Opava            | Moravskoslezský kraj |
| SK Dynamo České Budějovice | Fotbalový stadion Střelecký ostrov    | 6 749    | České Budějovice | Jihočeský kraj       |
| SK Sigma Olomouc           | Andrův stadion                        | 12 541   | Olomouc          | Olomoucký kraj       |

## Konečná tabulka
| Poř. | Tým                        | Z  | V  | R  | P  | VG | OG | B  |
| ---- | -------------------------- | -- | -- | -- | -- | -- | -- | -- |
| 1.   | SK Sigma Olomouc (S)       | 30 | 21 | 6  | 3  | 59 | 22 | 69 |
| 2.   | FC Baník Ostrava (S)       | 30 | 18 | 10 | 2  | 48 | 20 | 64 |
| 3.   | SFC Opava                  | 30 | 19 | 6  | 5  | 61 | 33 | 63 |
| 4.   | FC Sellier & Bellot Vlašim | 30 | 16 | 6  | 8  | 61 | 34 | 54 |
| 5.   | SK Dynamo České Budějovice | 30 | 12 | 10 | 8  | 39 | 31 | 46 |
| 6.   | 1. SC Znojmo               | 30 | 11 | 8  | 11 | 49 | 47 | 41 |
| 7.   | FK Pardubice               | 30 | 10 | 9  | 11 | 31 | 33 | 39 |
| 8.   | FK Ústí nad Labem          | 30 | 10 | 7  | 13 | 34 | 41 | 37 |
| 9.   | FK Viktoria Žižkov (N)     | 30 | 10 | 9  | 11 | 49 | 41 | 36 |
| 10.  | FC MAS Táborsko            | 30 | 9  | 9  | 12 | 38 | 48 | 36 |
| 11.  | FK Varnsdorf               | 30 | 10 | 5  | 15 | 44 | 46 | 35 |
| 12.  | FK Fotbal Třinec           | 30 | 9  | 7  | 14 | 40 | 52 | 34 |
| 13.  | FK Baník Sokolov           | 30 | 7  | 11 | 12 | 28 | 44 | 32 |
| 14.  | MFK Vítkovice (N)          | 30 | 9  | 4  | 17 | 35 | 47 | 31 |
| 15.  | MFK Frýdek-Místek          | 30 | 7  | 8  | 15 | 40 | 57 | 29 |
| 16.  | 1. SK Prostějov (N)        | 30 | 3  | 3  | 24 | 20 | 80 | 12 |

Poznámky:
- Z = Odehrané zápasy; V = Vítězství; R = Remízy; P = Prohry; VG = Vstřelené góly; OG = Obdržené góly; B = Body
- S = nováček (minulou sezónu hrál vyšší soutěž a sestoupil); N = nováček (minulou sezónu hrál nižší soutěž a postoupil)
- Dne 7. 3. 2017 byly Viktorii Žižkov v tabulce odečteny 3 body za neuhrazení splatných dluhů vůči FAČR.
- Dne 16. 6. 2017 bylo rozhodnuto, že předposlední tým MFK Frýdek-Místek nesestoupí z důvodu odmítnutí postupu prvních čtyř týmů z MSFL, pak i z ČFL, a tak bude hrát 2. ligu i nadále.

|  | Postup do HET ligy 2017/18                       |
|  | Sestup do Moravskoslezské fotbalové ligy 2017/18 |

### Výsledky
|                            | OLO | OVA | ZNO | SOK | TAB | PCE | UNL | VLA | VDF | FRM | OPA | CEB | TRI | ZIZ | PRO | VIT |
| -------------------------- | --- | --- | --- | --- | --- | --- | --- | --- | --- | --- | --- | --- | --- | --- | --- | --- |
| SK Sigma Olomouc           | XXX | 0:0 | 2:1 | 2:0 | 2:0 | 1:1 | 5:0 | 1:0 | 3:2 | 1:0 | 1:1 | 1:0 | 1:0 | 2:0 | 7:0 | 1:0 |
| FC Baník Ostrava           | 1:0 | XXX | 3:0 | 3:0 | 1:0 | 1:1 | 3:0 | 2:0 | 1:0 | 2:1 | 3:0 | 3:2 | 2:1 | 1:0 | 3:0 | 1:0 |
| 1. SC Znojmo FK            | 1:4 | 1:1 | XXX | 2:0 | 3:0 | 5:2 | 2:2 | 4:4 | 2:1 | 0:2 | 0:3 | 1:1 | 2:2 | 2:2 | 3:1 | 3:2 |
| FK Baník Sokolov           | 1:2 | 0:0 | 1:0 | XXX | 2:1 | 0:1 | 0:2 | 2:2 | 3:2 | 3:3 | 0:1 | 1:1 | 1:0 | 0:5 | 1:0 | 1:1 |
| FC MAS Táborsko            | 2:0 | 2:2 | 1:1 | 1:1 | XXX | 0:2 | 2:0 | 3:5 | 1:0 | 2:2 | 1:2 | 0:1 | 3:2 | 1:1 | 3:0 | 3:2 |
| FK Pardubice               | 0:3 | 0:0 | 0:1 | 1:1 | 3:0 | XXX | 2:1 | 1:1 | 2:1 | 0:0 | 0:2 | 0:0 | 2:0 | 2:1 | 5:0 | 3:1 |
| FK Ústí nad Labem          | 2:2 | 0:3 | 0:1 | 3:0 | 0:0 | 2:0 | XXX | 2:5 | 2:0 | 1:0 | 0:1 | 0:0 | 1:1 | 3:1 | 3:0 | 2:1 |
| FC Sellier & Bellot Vlašim | 0:1 | 1:1 | 2:5 | 0:1 | 1:1 | 1:0 | 1:1 | XXX | 1:0 | 3:1 | 1:2 | 2:1 | 5:0 | 1:0 | 4:0 | 4:1 |
| FK Varnsdorf               | 0:3 | 1:1 | 2:1 | 2:2 | 2:3 | 3:0 | 3:1 | 0:1 | XXX | 4:0 | 1:0 | 0:0 | 2:2 | 0:0 | 7:2 | 1:2 |
| MFK Frýdek-Místek          | 1:1 | 2:1 | 0:3 | 1:1 | 1:3 | 0:0 | 2:1 | 1:0 | 2:3 | XXX | 1:1 | 0:2 | 4:1 | 1:2 | 2:2 | 5:2 |
| SFC Opava                  | 2:0 | 0:1 | 2:2 | 2:1 | 5:0 | 1:2 | 1:1 | 2:1 | 4:2 | 4:2 | XXX | 2:1 | 4:0 | 2:2 | 3:1 | 2:1 |
| SK Dynamo České Budějovice | 2:5 | 2:2 | 1:0 | 1:1 | 1:1 | 0:0 | 2:1 | 0:4 | 0:1 | 3:1 | 2:1 | XXX | 3:0 | 2:0 | 3:0 | 1:0 |
| FK Fotbal Třinec           | 1:2 | 4:1 | 2:1 | 2:1 | 2:0 | 1:0 | 0:2 | 1:3 | 4:0 | 2:1 | 1:3 | 0:2 | XXX | 4:4 | 4:0 | 2:1 |
| FK Viktoria Žižkov         | 2:3 | 0:1 | 1:0 | 2:2 | 1:1 | 2:1 | 2:0 | 0:3 | 1:0 | 5:0 | 3:3 | 3:1 | 1:1 | XXX | 5:1 | 3:0 |
| 1. SK Prostějov            | 1:1 | 0:2 | 0:2 | 1:0 | 2:3 | 3:0 | 0:1 | 0:3 | 0:1 | 1:2 | 2:4 | 0:3 | 0:0 | 2:0 | XXX | 0:3 |
| MFK Vítkovice              | 1:2 | 2:2 | 3:0 | 0:1 | 1:0 | 1:0 | 1:0 | 0:2 | 2:3 | 3:2 | 0:1 | 1:1 | 0:0 | 1:0 | 2:1 | XXX |

### Pořadí po jednotlivých kolech
Při shodném počtu bodů a skóre mohou být kluby umístěny na stejném místě v průběhu soutěže (zejména zpočátku), v závěru platí v případě rovnosti bodů a skóre dodatečná kritéria, která rozhodují o konečném pořadí.
| Klub             | 1  | 2  | 3  | 4  | 5  | 6  | 7  | 8  | 9  | 10 | 11 | 12 | 13 | 14 | 15 | 16 | 17 | 18 | 19 | 20 | 21 | 22 | 23 | 24 | 25 | 26 | 27 | 28 | 29 | 30 |
| ---------------- | -- | -- | -- | -- | -- | -- | -- | -- | -- | -- | -- | -- | -- | -- | -- | -- | -- | -- | -- | -- | -- | -- | -- | -- | -- | -- | -- | -- | -- | -- |
| Olomouc          | 6  | 10 | 10 | 6  | 9  | 6  | 6  | 3  | 2  | 1  | 1  | 1  | 1  | 1  | 1  | 1  | 1  | 1  | 1  | 1  | 1  | 1  | 1  | 1  | 1  | 1  | 1  | 1  | 1  | 1  |
| Ostrava          | 6  | 4  | 2  | 1  | 2  | 1  | 1  | 1  | 1  | 2  | 2  | 2  | 2  | 2  | 3  | 4  | 2  | 2  | 2  | 2  | 2  | 2  | 2  | 2  | 2  | 2  | 2  | 2  | 2  | 2  |
| Znojmo           | 6  | 2  | 6  | 11 | 5  | 5  | 4  | 5  | 6  | 6  | 5  | 6  | 6  | 6  | 6  | 6  | 6  | 6  | 6  | 5  | 5  | 5  | 6  | 6  | 6  | 6  | 6  | 6  | 6  | 6  |
| Sokolov          | 4  | 13 | 8  | 9  | 10 | 10 | 8  | 6  | 5  | 5  | 8  | 9  | 10 | 10 | 11 | 11 | 12 | 13 | 13 | 14 | 14 | 14 | 14 | 14 | 14 | 14 | 14 | 14 | 14 | 13 |
| Táborsko         | 6  | 5  | 7  | 5  | 6  | 7  | 9  | 10 | 12 | 12 | 12 | 12 | 11 | 12 | 12 | 12 | 11 | 11 | 10 | 9  | 8  | 8  | 8  | 8  | 9  | 11 | 7  | 8  | 10 | 10 |
| Pardubice        | 16 | 9  | 8  | 9  | 12 | 12 | 14 | 14 | 15 | 14 | 14 | 13 | 13 | 14 | 13 | 14 | 14 | 14 | 14 | 13 | 13 | 13 | 13 | 13 | 11 | 8  | 8  | 7  | 7  | 7  |
| Ústí nad Labem   | 13 | 6  | 12 | 12 | 13 | 15 | 11 | 9  | 10 | 8  | 6  | 8  | 7  | 9  | 9  | 8  | 7  | 9  | 11 | 11 | 11 | 10 | 12 | 9  | 12 | 9  | 10 | 9  | 11 | 8  |
| Vlašim           | 4  | 14 | 16 | 16 | 16 | 13 | 15 | 12 | 11 | 9  | 7  | 5  | 5  | 5  | 5  | 5  | 4  | 5  | 5  | 6  | 6  | 6  | 5  | 4  | 4  | 4  | 4  | 4  | 4  | 4  |
| Varnsdorf        | 1  | 7  | 5  | 4  | 4  | 4  | 5  | 7  | 7  | 11 | 11 | 11 | 12 | 11 | 10 | 10 | 8  | 7  | 8  | 10 | 10 | 11 | 11 | 12 | 10 | 12 | 11 | 11 | 9  | 11 |
| Frýdek-Místek    | 3  | 8  | 4  | 7  | 7  | 8  | 10 | 11 | 9  | 10 | 9  | 10 | 8  | 8  | 8  | 9  | 10 | 8  | 7  | 8  | 9  | 9  | 10 | 11 | 13 | 13 | 13 | 13 | 13 | 15 |
| Opava            | 6  | 3  | 1  | 3  | 3  | 3  | 2  | 4  | 3  | 4  | 3  | 3  | 3  | 3  | 2  | 2  | 3  | 3  | 3  | 3  | 3  | 3  | 3  | 3  | 3  | 3  | 3  | 3  | 3  | 3  |
| České Budějovice | 2  | 1  | 3  | 2  | 1  | 2  | 3  | 2  | 4  | 3  | 4  | 4  | 4  | 4  | 4  | 3  | 5  | 4  | 4  | 4  | 4  | 4  | 4  | 5  | 5  | 5  | 5  | 5  | 5  | 5  |
| Třinec           | 15 | 16 | 15 | 15 | 14 | 14 | 13 | 15 | 13 | 13 | 13 | 14 | 14 | 13 | 14 | 13 | 13 | 12 | 12 | 12 | 12 | 12 | 9  | 10 | 8  | 10 | 12 | 12 | 12 | 12 |
| Žižkov           | 6  | 12 | 13 | 8  | 8  | 9  | 7  | 8  | 8  | 7  | 10 | 7  | 9  | 7  | 7  | 7  | 9  | 10 | 9  | 7  | 7  | 7  | 7  | 7  | 7  | 7  | 9  | 10 | 8  | 9  |
| Prostějov        | 12 | 11 | 14 | 14 | 15 | 16 | 16 | 16 | 16 | 16 | 16 | 16 | 16 | 16 | 16 | 16 | 15 | 16 | 16 | 16 | 16 | 16 | 16 | 16 | 16 | 16 | 16 | 16 | 16 | 16 |
| Vítkovice        | 12 | 15 | 11 | 13 | 11 | 11 | 12 | 13 | 14 | 15 | 15 | 15 | 15 | 15 | 15 | 15 | 16 | 15 | 15 | 15 | 15 | 15 | 15 | 15 | 15 | 15 | 15 | 15 | 15 | 14 |

Poznámky:
- kurzívou = tým měl v daném kole odložené utkání; tučně = v době mezi dvěma koly byl odehrán odložený zápas

## Soupisky mužstev

### SK Sigma Olomouc
Miloš Buchta (23/0/10),
Michal Reichl (7/0/4) –
Jan Ambrozek (3/1),
Martin Antl (2/0),
Lukáš Buchvaldek (17/2),
Tomáš Chorý (28/16),
Šimon Falta (28/2),
Jakub Habusta (17/0),
Martin Hála (10/0),
David Houska (29/1),
Václav Jemelka (7/0),
Radek Látal (1/0),
Bidje Manzia (13/2),
Jakub Petr (27/3),
Jakub Plšek (28/18),
Uroš Radaković (19/0),
Martin Šindelář (15/0),
Aleš Škerle (22/0),
Martin Sladký (25/3),
Vojtěch Štěpán (3/0),
Jan Štěrba (15/3),
Václav Vašíček (5/0),
Michal Vepřek (26/1),
Jakub Vichta (2/0),
Jakub Yunis (20/2),
Tomáš Zahradníček (26/2) –
trenér Václav Jílek (1.–30. kolo)

### FC Baník Ostrava
Petr Vašek (30/0/18) –
Petr Breda (12/3),
Josef Celba (8/0),
Ondřej Chvěja (6/0),
Dyjan Carlos de Azevedo (17/4),
Denis Granečný (10/0),
Matěj Helešic (20/0),
Marek Hlinka (30/5),
Robert Hrubý (13/1),
Tomáš Hučko (23/1),
Alexander Jakubov (10/1),
David Lischka (2/0),
Lukáš Lupták (12/1),
Jakub Malý (3/0),
Jan Matěj (1/0),
Arťom Mešaninov (13/2),
Tomáš Mičola (27/7),
Karol Mondek (19/3),
Petr Nerad (20/4),
Dan Ožvolda (7/0),
Štefan Pekár (8/2),
Jakub Pokorný (19/0),
Bronislav Stáňa (25/2),
Martin Sus (25/6),
Ondřej Šašinka (4/0),
Ľubomír Urgela (23/4),
Tomáš Zápotočný (28/2) –
trenér Vlastimil Petržela (1.–30. kolo)

### SFC Opava
Vilém Fendrich (28/0/8),
Kryštof Lasák (3/0/0) –
Tomáš Čelůstka (25/0),
Radim Grussmann (17/1),
Matěj Helebrand (12/0),
Matěj Hrabina (28/1),
Jakub Janetzký (26/3),
Václav Jurečka (26/9),
Tomáš Jursa (28/2),
Nemanja Kuzmanović (30/6),
Tomáš Machálek (3/0),
František Metelka (1/0),
Václav Mozol (25/1),
Zdeněk Pospěch (7/1),
David Puškáč (13/3),
Marko Radić (13/1),
Jan Schaffartzik (27/14),
Dominik Simerský (27/1),
Tomáš Smola (26/9),
Petr Zapalač (29/6),
Jan Žídek (26/2) –
trenér Roman Skuhravý (1.–30. kolo)

### SK Dynamo České Budějovice
Zdeněk Křížek (30/0/13) –
Jiří Bederka (6/0),
Petr Benát (30/5),
Patrik Čavoš (30/1),
Adrián Čermák (18/0),
Jiří Funda (27/0),
Jan Hála (12/0),
Lukáš Havel (6/1),
Jindřich Kadula (21/4),
Richard Kalod (18/6),
Marek Kalousek (1/0),
Jiří Kladrubský (18/2),
Michal Klesa (27/1),
Germain Kouadio (1/0),
Lukáš Matějka (11/1),
Pavel Novák (25/0),
Jakub Pešek (29/3),
Michal Řezáč (1/0),
Ondřej Šourek (26/0),
Ivo Táborský (29/11),
Filip Vaněk (2/0),
Ladislav Vopat (10/0),
Roman Wermke (28/3) –
trenér David Horejš (1.–30. kolo)

### 1. SC Znojmo
Jiří Doleček (18/0/1),
Pavel Halouska (6/0/2),
Jiří Koukal (5/0/1),
Martin Štěpanovský (2/0/1) –
Robert Bartolomeu (10/3),
Tomáš Cihlář (22/1),
Oleksij Čereda (13/1),
David Helísek (29/1),
Michal Holub (21/2),
Jan Javůrek (30/4),
Jiří Klíma (25/5),
Radek Mezlík (18/0),
David Ledecký (4/2),
Lukáš Motal (27/5),
Radim Nepožitek (26/1),
Stijepo Njire (25/6),
Daniel Odehnal (17/0),
Petr Rybička (14/5)
Pavel Sokol (3/0),
Jaroslav Svozil (26/0),
Rostislav Šamánek (14/2),
Šimon Šumbera (15/2),
Jakub Teplý (14/6),
Dominik Urbančok (30/3),
Kubilay Yilmaz (3/0) –
trenér Radim Kučera (1.–30. kolo)

### FK Fotbal Třinec
Jiří Adamuška (1/0/0),
Lukáš Paleček (29/0/6) –
Muamer Avdić (10/0),
Imrich Bedecs (16/3),
Tomáš Benetka (12/0),
Marek Čelůstka (28/2),
René Dedič (24/5),
Petr Hošek (24/2),
Pavel Hloch (6/0),
Matej Ižvolt (25/2),
Jiří Janoščin (26/0),
Martin Janošík (21/2),
Petr Joukl (24/3),
Dario Krišto (27/2),
Peter Kučera (1/0),
Mario Latocha (1/0),
Josef Málek (9/1),
Pavel Malcharek (12/1),
Martin Motyčka (25/5),
Mikk Reintam (27/2),
Martin Samiec (3/0),
Michal Stříž (26/6),
Šimon Šumbera (14/1),
Jakub Teplý (6/1),
Pavel Tobiáš (2/0),
Stanislav Vávra (8/0),
Michal Velner (5/0),
Tomáš Vengřinek (8/0) –
trenér Lubomír Vašek (1.–8. kolo), Jiří Neček (9.–30. kolo)

### MFK Vítkovice
Peter Kostolanský (14/0/1),
Josef Květon (14/0/6),
Ognjan Ognjanov (2/0/0) –
Radek Coufal (16/0),
Ondřej Cverna (29/0),
Patrik Demeter (13/0),
Lukáš Duda (6/0),
Matěj Fiala (23/7),
Vojtěch Gebert (11/1),
Jaroslav Hlavsa (21/0),
Martin Honiš (10/0),
Adam Hruzík (12/0),
Radim Jurča (12/2),
Václav Juřena (11/0),
Marián Kovařík (18/2),
Dominik Kraut (12/2),
Jan Matěj (9/2),
David Mikula (28/0),
Vladimír Mišinský (25/8),
Adam Ondráček (24/2),
Patrik Pavelka (1/0),
Jakub Prajza (27/0),
Michal Řezáč (4/0),
Marek Szotkowski (12/3),
Jiří Texl (24/5),
David Vacek (5/0),
Richard Vaněk (28/1),
Radek Vítek (1/0),
Petr Wojnar (5/0) –
trenéři Roman West (1.–11. kolo), Martin Pulpit (12.–16. kolo), dvojice Roman West a Ivan Kopecký (17.–30. kolo)

### MFK Frýdek-Místek
Matej Mihálek (18/0/2),
Ondřej Prepsl (11/0/2),
Martin Štěpanovský (1/0/0) –
Dávid Berežný (18/2),
Daniel Bialek (1/0),
Jan Blažek (2/0),
Oldřich Byrtus (20/4),
Michal Fukala (3/0),
Raymundo Hamšík (1/0),
Tomáš Hykel (23/3),
Pavol Ilko (25/1),
Patrick Kingambo (2/0),
Martin Klabník (27/0),
Patrik Krčula (5/0),
Petr Literák (26/5),
Leroy Mugove (2/0),
Peter Nworah (22/1),
Andrija Petrović (7/0),
Ondřej Ruml (3/0),
Michal Skwarczek (2/0),
Martin Slaninka (28/3),
Nemanja Spasojević (11/0),
Lukáš Stratil (11/2),
Radim Šafner (2/0),
Adam Ševčík (13/3),
Marek Šichor (25/1),
Nicolas Šumský (29/8),
Michal Švrček (27/0),
Maciej Termanowski (9/0),
Bohdan Velička (2/0),
Martin Vyskočil (23/5),
Ľubomír Willwéber (16/2) –
trenér Miroslav Nemec (1.–30. kolo)

### 1. SK Prostějov
Pavel Halouska (13/0/2),
Zdeněk Kofroň (15/0/2),
Dominik Neoral (3/0/0) –
Giorgi Alaverdašvili (11/0),
Šimon Chwaszcz (8/0),
Josef Čtvrtníček (12/0),
Robin Elšík (3/0),
Zdeněk Fládr (25/1),
Martin Hirsch (29/0),
Jan Hladík (13/2),
Matěj Hýbl (10/0),
Karel Kroupa (16/4),
Tomáš Langer (10/0),
Milan Machálek (11/1),
Lubomír Machynek (20/1),
Michal Malý (14/0),
Adam Marčík (3/0),
Petr Nekuda (13/1),
Josef Pančochář (26/0),
Lukáš Petržela (10/0),
David Píchal (18/0),
Aleš Rus (22/1),
Aleš Schuster (25/0),
Michal Sečkář (12/1),
Michal Skwarczek (23/3),
Radek Smékal (1/0),
Jan Šteigl (11/0),
David Štrombach (14/4),
Martin Sus (17/0),
Michal Zapletal (7/0) –
trenér Miroslav Takáč (1.–23. kolo), Petar Aleksijević (24.–25. kolo) a Radim Weisser (26.–30. kolo)

## Statistiky

### Střelci
| Pořadí | Hráč             | Klub                       | Góly |
| ------ | ---------------- | -------------------------- | ---- |
| 1.     | Jakub Plšek      | SK Sigma Olomouc           | 18   |
| 2.     | Tomáš Chorý      | SK Sigma Olomouc           | 16   |
| 3.     | Pavel Vyhnal     | FC Sellier & Bellot Vlašim | 15   |
| 4.     | Jan Schaffartzik | SFC Opava                  | 14   |
| 5.     | Adnan Džafić     | FC MAS Táborsko            | 13   |

### Vychytané nuly
| Pořadí | Brankář        | Klub                       | Vychytané nuly |
| ------ | -------------- | -------------------------- | -------------- |
| 1.     | Petr Vašek     | FC Baník Ostrava           | 18             |
| 2.     | Zdeněk Křížek  | SK Dynamo České Budějovice | 13             |
| 3.     | Milan Knobloch | FK Pardubice               | 11             |
| 4.     | Miloš Buchta   | SK Sigma Olomouc           | 10             |
| 5.     | Filip Nguyen   | FC Sellier & Bellot Vlašim | 9              |

## Hráč a trenér měsíce
| Měsíc    | Hráč              | Klub                       | Trenér                   | Klub                       |
| -------- | ----------------- | -------------------------- | ------------------------ | -------------------------- |
| srpen    | Zdeněk Křížek     | SK Dynamo České Budějovice | Vlastimil Petržela       | FC Baník Ostrava           |
| září     | Alexander Jakubov | FK Varnsdorf               | Václav Jílek             | SK Sigma Olomouc           |
| říjen    | Petr Zapalač      | SFC Opava                  | Martin Hašek             | FC Sellier & Bellot Vlašim |
| listopad | Jakub Plšek       | SK Sigma Olomouc           | Jiří Neček               | FK Fotbal Třinec           |
| březen   | Petr Vašek        | FC Baník Ostrava           | Radim Kučera             | 1. SC Znojmo FK            |
| duben    | Tomáš Chorý       | SK Sigma Olomouc           | Roman West, Ivan Kopecký | MFK Vítkovice              |
| květen   | Pavel Vyhnal      | FC Sellier & Bellot Vlašim | Roman Skuhravý           | SFC Opava                  |

Hráčem sezóny byl zvolen Jakub Plšek a trenérem Roman Skuhravý.

## Televizní utkání
| Kolo | Domácí tým                 | Hostující tým              | Datum              | Čas   | Kanál    |
| ---- | -------------------------- | -------------------------- | ------------------ | ----- | -------- |
| 3.   | SK Sigma Olomouc           | FK Pardubice               | 24. srpna 2016     | 17:20 | ČT Sport |
| 5.   | 1. SC Znojmo FK            | FK Pardubice               | 7. září 2016       | 17:00 | ČT Sport |
| 5.   | FC Baník Ostrava           | SFC Opava                  | 14. září 2016      | 19:00 | ČT Sport |
| 7.   | SK Sigma Olomouc           | SK Dynamo České Budějovice | 17. září 2016      | 16:30 | ČT Sport |
| 8.   | FK Viktoria Žižkov         | SFC Opava                  | 21. září 2016      | 17:00 | ČT Sport |
| 9.   | FK Baník Sokolov           | FK Varnsdorf               | 1. října 2016      | 10:05 | ČT Sport |
| 10.  | SK Dynamo České Budějovice | SFC Opava                  | 5. října 2016      | 17:00 | ČT Sport |
| 11.  | 1. SC Znojmo FK            | FK Varnsdorf               | 12. října 2016     | 17:00 | ČT Sport |
| 12.  | SK Sigma Olomouc           | 1. SC Znojmo FK            | 19. října 2016     | 17:00 | ČT Sport |
| 13.  | FC Baník Ostrava           | MFK Vítkovice              | 26. října 2016     | 17:40 | ČT Sport |
| 14.  | SK Sigma Olomouc           | FK Ústí nad Labem          | 2. listopadu 2016  | 17:00 | ČT Sport |
| 15.  | SK Dynamo České Budějovice | FK Viktoria Žižkov         | 10. listopadu 2016 | 17:00 | ČT Sport |
| 15.  | FK Ústí nad Labem          | 1. SC Znojmo FK            | 12. listopadu 2016 | 19:15 | ČT Sport |
| 15.  | FC Baník Ostrava           | SK Sigma Olomouc           | 23. listopadu 2016 | 17:30 | ČT Sport |
| 16.  | 1. SC Znojmo FK            | FC Sellier & Bellot Vlašim | 16. listopadu 2016 | 17:00 | ČT Sport |
| 17.  | SFC Opava                  | 1. SC Znojmo FK            | 6. března 2017     | 16:00 | ČT Sport |
| 18.  | SK Sigma Olomouc           | FC Sellier & Bellot Vlašim | 12. března 2017    | 14:00 | ČT Sport |
| 19.  | FC MAS Táborsko            | SK Sigma Olomouc           | 19. března 2017    | 14:30 | ČT Sport |
| 20.  | FC Baník Ostrava           | FC Sellier & Bellot Vlašim | 2. dubna 2017      | 13:30 | ČT Sport |
| 21.  | SK Dynamo České Budějovice | SK Sigma Olomouc           | 8. dubna 2017      | 12:30 | ČT Sport |
| 22.  | FC Baník Ostrava           | FK Pardubice               | 16. dubna 2017     | 13:45 | ČT Sport |
| 23.  | SK Dynamo České Budějovice | FC Baník Ostrava           | 20. dubna 2017     | 17:00 | ČT Sport |
| 24.  | FC Sellier & Bellot Vlašim | FK Varnsdorf               | 22. dubna 2017     | 12:15 | ČT Sport |
| 25.  | FK Viktoria Žižkov         | FC Baník Ostrava           | 29. dubna 2017     | 10:15 | ČT Sport |
| 26.  | 1. SC Znojmo FK            | SK Sigma Olomouc           | 3. května 2017     | 18:10 | ČT Sport |
| 27.  | MFK Vítkovice              | FC Baník Ostrava           | 10. května 2017    | 17:00 | ČT Sport |
| 28.  | MFK Frýdek-Místek          | 1. SC Znojmo FK            | 14. května 2017    | 12:20 | ČT Sport |
| 29.  | SK Sigma Olomouc           | FC Baník Ostrava           | 21. května 2017    | 16:00 | ČT Sport |
| 30.  | FC Baník Ostrava           | 1. SC Znojmo FK            | 28. května 2017    | 15:00 | ČT Sport |